# Liste der Oberbürgermeister von Halle (Saale)
Liste der Ersten bzw. der Oberbürgermeister von Halle (Saale)

## Erster Bürgermeister (bis 1908)
- 1798–1808: Christian Friedrich Christoph Stelzer
- 1808–1827: Ludwig Carl Heinrich Streiber
- 1827–1837: Carl Albert Ferdinand Mellin
- 1838–1842: Johann Ferdinand August Schröner
- 1843–1855: Karl August Wilhelm Bertram
- 1856–1880: Franz von Voß
- 1880–1881: Richard Wilhelm Bertram
- 1882–1906: Gustav Staude
- 1906–1908: Richard Robert Rive

## Oberbürgermeister (ab 1908)
- 1906–1933: Richard Robert Rive (1917/18 DVLP / ab 1928 DNVP)
- 1933–1945: Johannes Weidemann (NSDAP)
- 1945: Theodor Lieser
- 1945–1946: Heinrich Mertens (LDP)
- 1946–1951: Karl Pretzsch (SED)
- 1951–1955: Kurt Roßner (SED)
- 1955–1957: Herbert Schuberth (SED)
- 1957–1984: Hans Pflüger (SED)
- 1984–1989: Christoph Anders (SED)
- 1989–1990: Eckhard Pratsch (SED)
- 1990–1991: Peter Renger (CDU)
- 1991–2000: Klaus Peter Rauen (CDU)
- 2000–2007: Ingrid Häußler (SPD)
- 2007–2012: Dagmar Szabados (SPD)
- 2012–2025: Bernd Wiegand (parteilos) [2021–2025 suspendiert]
- seit 2025: Alexander Vogt (parteilos)